# Кетлин Бејкер
Кетлин Бејкер (енгл. Kathleen Baker; Винстон-Сејлем, 28. фебруар 1997) америчка је пливачица чија специјалност је пливање слободним и леђним стилом. 
Током 2010. године дијагностикована јој је кронова болест.
Највећи успех у каријери остварила је на Летњим олимпијским играма 2016. у Рио де Жанеиру где је освојила златну медаљу у штафети 4×100 мешовито, и сребро у трци на 100 метара леђним стилом.